# Lars Lerin

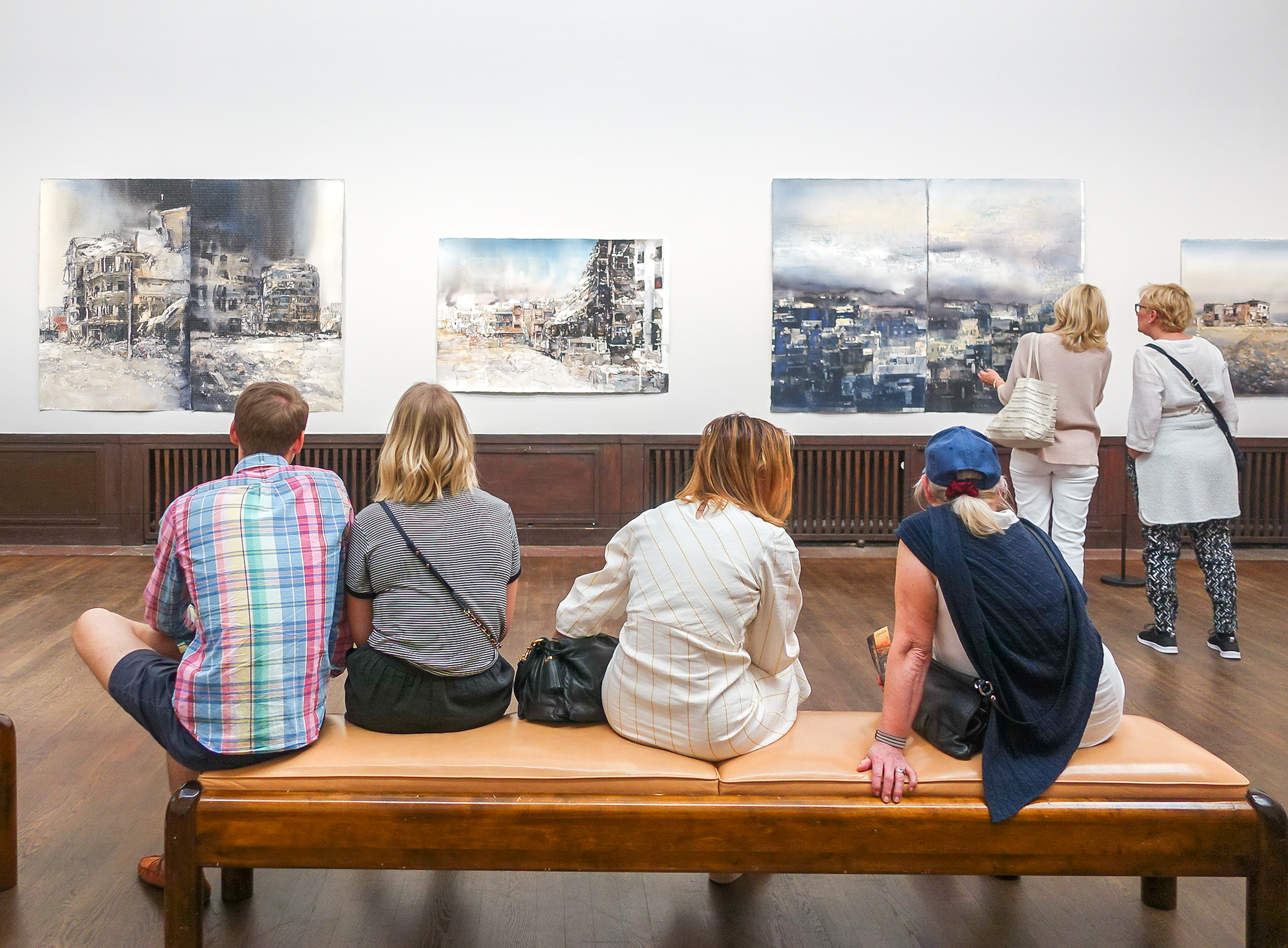
Lars Lerins stora utställning på Liljevalchs 2018 som drog 165–170 000 besökare enligt konsthallschefen Mårten Castenfors. –Det är all-time high för en utställning på Liljevalchs.

Lars Ivar Lerin, född 2 april 1954 i Munkfors församling, Värmlands län, är en svensk målare, grafiker och författare med illustrationer från egna reseskildringar i akvarell och grafik som främsta teknik. Han är bosatt på Hammarö utanför Karlstad.

## Biografi
Lerin växte upp i Munkfors i mellersta delen av Värmland som son till bandyspelaren Jonny Lerin (1928–2020) och Gerd Lerin (1930–2022). Han studerade vid Gerlesborgsskolan i Bohuslän åren 1974−1975 med Arne Isacsson som konstnärlig mentor och vid Valands konsthögskola i Göteborg 1980−1984. En kort period var Lerin också på konstskola i Stockholm. Lerin bodde och målade även under många år på Lofoten men flyttade år 2000 tillbaka till Värmland. Han har ställt ut i såväl samlings- som separatutställningar på gallerier och museer i Sverige, Danmark, Finland, Frankrike, Färöarna, Island, Norge, Tyskland och USA.
Sina många resor har han skildrat i ett stort antal illustrerade böcker. Till största delen på sitt eget bokförlag, Syntryck, har han givit ut (till 2012) över 50 egna böcker med text och bild, och dessa är ett viktigt komplement till hans övriga konstnärsverksamhet.

### Utställningar och museer
En utställning på Waldemarsudde i Stockholm vintern 2008/2009 besöktes av över 100 000 personer.
Lerin är representerad på museer, kommuner och landsting i Sverige och Norge, bland annat vid Moderna museet, Nordiska Akvarellmuseet, Värmlands museum, Statens konstråd och Örebro läns landsting samt på Sjöhistoriska museet.
I Karlstad finns konsthallen Sandgrund, som av Karlstads kommun har omvandlats till ett Lars Lerin-museum med delar av hans konst utställd.

### Medverkan i radio och tv
Lerin var sommarpratare i Sveriges Radio P1 år 2012 och blev utvald att vinterprata år 2015. Januari–februari 2016 visade SVT TV-serien Vänligen Lars Lerin, där Lerin samtalade med olika människor om de vägar som livet kan ta. Lerin tilldelades 2016 tv-priset Ria som "Årets profil" för sin medverkan i programserien. Han vann Kristallen 2016 som årets tv-personlighet. Sedan dess har Lars Lerin bland annat medverkat i SVT-produktionen Lerins lärlingar, en dokumentärserie som sändes under våren 2018 där Lerin ledde en konstklass för killar och tjejer med olika typer av funktionshinder. Han var även 2020 års julvärd i SVT. Lerins sommarö från Fjällbacka och Vägen ut är andra tv-produktioner med Lerin. Han har också medverkat i Tillsammans med Strömstedts. Under 2022 deltog Lars Lerin i Stjärnorna på Slottet. Programmet sändes i januari 2023 och där berättade han om sin barndom, uppväxt och ett konstnärsliv kantat av svårigheter, missbruk och problem i sociala sammanhang.

### Privatliv
Sedan augusti 2009 är Lars Lerin gift med  Manoel ”Junior” Marques Lerin född 1977. Paret har tillsammans två söner samt två tvillingdöttrar.
Lars Lerin har ett hus i Bohuslän utanför Fjällbacka där han som barn tillbringade många somrar. Han har målat många motiv från Bohuslän som skildrar landskapet. Lerin hade även tidigare ett sommarhus på Gullholmen, Orust.
Lars Lerin har pratat öppet om att han under en lång period i sitt liv missbrukade alkohol och tabletter och levde ett destruktivt liv. Under åren i Lofoten sammanlevde Lerin med konstnären Yngve Henriksen.

## Konstmuseum

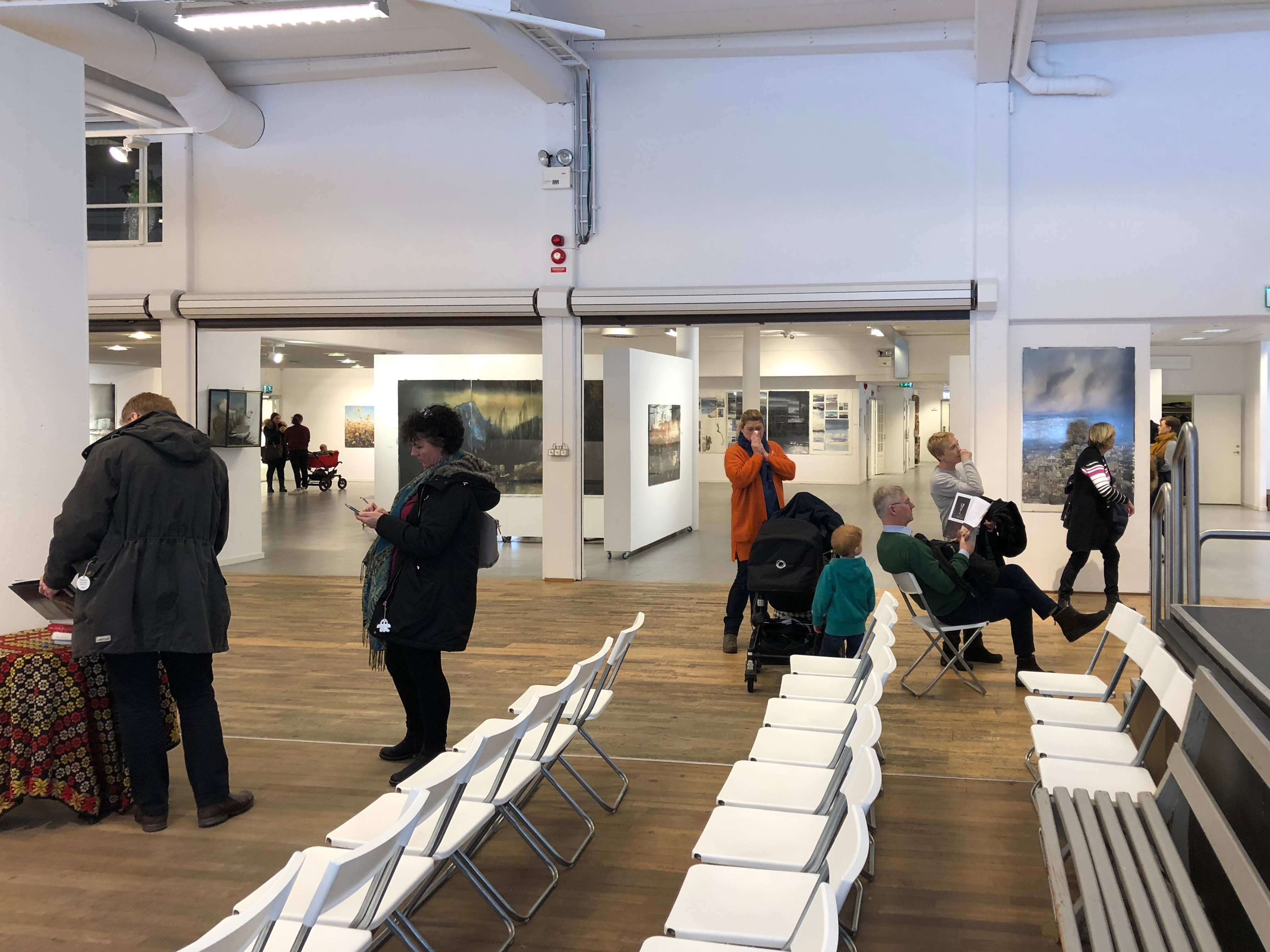
Sandgrund Lars Lerin.

I maj 2005 öppnades en permanent Lars Lerin-utställning på Laxholmen i Munkfors. Utställningen flyttades 2011 till Sandgrund i Karlstad där ett nytt museum, Sandgrund Lars Lerin, invigdes 16 juni 2012, skapat i samarbete mellan Lars Lerin och Karlstads kommun. Museet visar inte bara Lerins verk, utan även utställningar med verk av andra konstnärer. I Lars Lerins gamla lokaler, Laxholmen kulturhus i Munkfors, visas andra utställningar, såsom "De ovanligas museum" 2012.

## Dokumentärfilm
I början av 2012 hade en dokumentärfilm om Lars Lerin biopremiär – För dig naken, efter titeln på en av hans böcker. Filmen är ett kärleksfullt porträtt skapat av hans guddotter filmaren Sara Broos. Den skildrar Lerin, från hans problematiska uppväxt och tidigare liv med drogproblem och komplicerad konstnärstillvaro fram till en ny start med nykterhet och ett stabilare privatliv. I filmen möter han den man från Brasilien, dansaren Manoel ”Junior” Marques, som han 2009 kom att ingå äktenskap med. Vid vigselceremonin var den socialdemokratiska politikern Margot Wallström vigselförrättare.

## Priser och utmärkelser
- 2005 – Värmländska Akademiens Lagerlöv
- 2006 – Årets värmlandsförfattare
- 2009 – Hedersdoktor vid Karlstads universitet
- 2014 – Augustpriset för Naturlära
- 2014 – Årets Värmlänning
- 2016 – TV-priset Ria som "Årets profil" för TV-serien Vänligen Lars Lerin
- 2016 – Litteris et Artibus
- 2016 – Årets tv-personlighet under Kristallen
- 2020 – Karlstads kommuns kulturstipendium till Gustaf Frödings minne